# Siphonophora luzoniensis
Siphonophora luzoniensis är en mångfotingart som beskrevs av Peters 1864. Siphonophora luzoniensis ingår i släktet Siphonophora och familjen Siphonophoridae. Inga underarter finns listade i Catalogue of Life.